# 清原道雄
清原 道雄（きよはら の みちお）は、平安時代初期から前期にかけての貴族。名は通雄とも記される。肥後守・清原有雄の子。子に海雄がいる。官位は従五位下・駿河守。

## 経歴
斉衡4年（857年）従五位下・大学頭に叙任される。天安2年（858年）11月に清和天皇の即位に伴って宮内少輔に任ぜられるが、翌天安3年（859年）正月には早くも上野介として地方官に転じる。
その後、貞観9年（867年）駿河守と、引き続き地方官を務めた。

## 官歴
『六国史』による。
- 斉衡4年（857年） 正月7日：従五位下。8月25日：大学頭
- 天安2年（858年） 2月28日：兵部少輔。11月25日：宮内少輔
- 天安3年（859年） 正月13日：上野介
- 貞観9年（867年） 正月12日：駿河守

## 系譜
- 父：清原有雄（?-858）
- 母：不詳
- 生母不明の子女
  - 男子：清原海雄